# 青森県道256号青森十和田湖自転車道線
青森県道256号青森十和田湖自転車道線（あおもりけんどう256ごう あおもりとわだこじてんしゃどうせん）は、青森県青森市から十和田市に至る県道（自転車道路）である。

## 概要
全長の半分以上を占める未完成区間を挟み、大きく二つの道に分かれている。
前者は青森県青森市桜川1丁目1にある桜川八甲緑地付近を起点に、駒込川沿いに遡って行き、県道40号線と合流後は青森県青森市田茂木野田茂木沢付近までの区間になる。
後者は十和田市の八甲田ビューカントリークラブ入り口付近で市道から分岐し、湯ノ台牧場入り口付近で十和田市道に合流する区間。この区間は冬季は路線が閉鎖される。

### 路線データ
- 起点 : 青森市[1]
- 終点 : 十和田市[1]

## 歴史
- 1975年（昭和50年）3月27日 - 県道に認定される[1]。